# Хохли (присілок)
Хохли́ (рос. Хохлы) — присілок у складі Шуміхинського району Курганської області, Росія. Входить до складу Кушмянської сільської ради.
Населення — 114 осіб (2010, 182 у 2002).
Національний склад станом на 2002 рік: росіяни — 93 %.
У присілку родився двічі Герой Радянського Союзу Євстигнєєв Кирило Олексійович (1917-1996).